# ما دوتا، دوتامون
ما دوتا، دوتامون (به هندی: Hum Do Hamare Do) فیلمی محصول سال ۲۰۲۱ و به کارگردانی آبیشک جین است. در این فیلم بازیگرانی همچون راجکومار رائو، کریتی سانون، پارش راوال، راتنا پاتک و آپارشاکتی کورانا ایفای نقش کرده‌اند.